# Соловьёв, Гавриил Иванович
Гавриил Иванович Соловьёв (23 марта 1913, дер. Алешунино, ныне Ивановская область — 8 мая 1982, Москва) — командир 3-го взвода 3-го эскадрона 60-го гвардейского кавалерийского полка 16-й гвардейской Черниговской кавалерийской дивизии, сформированной в декабре 1941 года в городе Уфе как 112-я Башкирская кавалерийская дивизия, 7-го гвардейского кавалерийского корпуса 61-й армии Центрального фронта. Гвардии лейтенант. Герой Советского Союза.

## Биография
Родился 23 марта 1913 года в деревне Алешунино в семье крестьянина. Русский. Окончил 4 класса сельской школы. Работал учеником столяра, столяром в Кинешме. В 1935—1937 годах проходил срочную службу в Красной Армии, в 100-м кавалерийском полку 25-й кавалерийской дивизии. Вернувшись домой, работал столяром на фабрике № 2 в Кинешме.
В сентябре 1941 года был вновь призван в армию и направлен в кавалерийское училище в город Чкалов. После расформирования училища в июле 1942 года направлен на фронт. Окончил курсы младших лейтенантов Западного фронта.
В действующей армии с декабря 1942 года. Воевал на Сталинградском, Центральном и Белорусском фронтах. Был ранен. Весь боевой путь прошёл в составе 60-го гвардейского кавалерийского полка 16-й гвардейской кавалерийской дивизии. Был командиром взвода разведки. Младший лейтенант Соловьёв отличился в боях за освобождение Левобережной Украины.
Взвод под командованием Соловьёва первым форсировал реку Снов и, захватив плацдарм, село Клачково, обеспечил переправу основных сил и наступление на Чернигов. На плацдарме на реке Днепр Соловьёв вновь в первых рядах. Его взвод отбил 3 контратаки противника, стремившегося уничтожить переправу полка у деревни Галки. Лично уничтожил несколько десятков гитлеровцев.
Указом Президиума Верховного Совета СССР «О присвоении звания Героя Советского Союза генералам, офицерскому, сержантскому и рядовому составу Красной Армии» от 15 января 1944 года за «образцовое выполнение боевых заданий командования на фронте борьбы с немецкими захватчиками и проявленными при этом отвагу и геройство» гвардии младшему лейтенанту Соловьёву Гавриилу Ивановичу присвоено звание Героя Советского Союза с вручением ордена Ленина и медали «Золотая Звезда».
В сентябре 1944 года был направлен на учёбу на Краснознамённые высшие офицерские кавалерийские курсы им. Будённого. Здесь встретил день Победы. В январе 1946 года окончил учёбу, службу проходил в должности командира мотострелкового взвода 99-го гвардейского мотострелкового полка. В октябре 1946 года гвардии лейтенант Соловьёв уволен в запас.
Жил в Москве. Работал столяром на предприятиях Москвы и Московской области. Умер 8 мая 1982 года. Похоронен на Кунцевском кладбище города Москвы.
Награждён орденами Ленина, Отечественной войны 1-й степени, двумя орденами Красной Звезды, медалями.

## Память
В городе Заволжске Ивановской области установлен бюст Героя. Имя Г. И. Соловьёва высечено золотыми буквами на мемориальных досках вместе с именами всех 78-ми Героев Советского Союза 112-й Башкирской кавалерийской дивизии, установленных в Национальном музее Республики Башкортостан и в Музее 112-й Башкирской кавалерийской дивизии.